# Altiaia
Altiaia ist der römische Name der heutigen Stadt Alzey. Die Zivilsiedlung im späteren Rang eines Vicus wurde um Christi Geburt angelegt und entwickelte sich zu einem Mittelzentrum im Hinterland der Provinzhauptstadt Mogontiacum. Altiaia wurde bei dem Alamanneneinfall im Jahr 352 vollständig zerstört. Knapp 20 Jahre später wurde ein Teil der Siedlungsfläche mit einem spätrömischen Kastell namens Alteium überbaut, das bis in die Mitte des 5. Jahrhunderts bestand.

## Name
Der Ortsname Altiaia ist keltischen Ursprungs und bedeutet ‚Siedlung in der Höhe‘. Er geht wahrscheinlich auf eine archäologisch bezeugte spätlatènezeitliche Vorgängersiedlung größeren Ausmaßes zurück. Eine Weiheinschrift für Nymphengötter, datiert auf den 22. November 223, nennt vicani Altiaienses (Bürger von Altiaia) als Stifter der Weihung.

## Lage
Altiaia lag strategisch vorteilhaft auf einer Anhöhe (Ausläufer des Mehlberges) oberhalb des Selztals. An dieser Stelle des Tals gab es einen gut begehbaren Flussübergang und mehrere Fernstraßen kreuzten sich hier. Damit war der Vicus an das römische Reichs- und Fernstraßennetz angeschlossen.

## Entwicklung und Zerstörung
Im Lauf des 1. Jahrhunderts entwickelte sich der Vicus neben der vergleichbaren römischen Siedlung in Bad Kreuznach zu einem der mittleren Zentren im rheinhessischen Hinterland. Neben einer Bedeutung als Handelsort kann auch angenommen werden, dass von hier aus Waren und landwirtschaftliche Produkte zur Provinzhauptstadt Mogontiacum geliefert wurden. Ein archäologisch gut dokumentierter Gutshof in Dautenheim dürfte stellvertretend für andere Anlagen stehen. Spärliche Baubefunde sowie Kleinfunde aus dem Vicusbereich und Gräberfeldern lassen auf eine wohlhabende Kleinstadt schließen.
Eine Zäsur gab es im Rahmen der Germaneneinfälle in der Mitte des 3. Jahrhunderts. Ein in diesem Zeitraum vergrabener Münzschatz mit 381 Münzen lässt zumindest auf eine unmittelbare Bedrohung der unbefestigten Zivilsiedlung und einen Einbruch bei Handel und Verkehr schließen.
Im Rahmen der Auseinandersetzungen um den Kaiserthron zwischen dem legitimen Herrscher Constantius II. und dem britischen Usurpator Magnentius, wurde die römische Rheingrenze von letzteren fast vollständig von seinen Truppen entblößt. Dies führte in weiterer Folge zu einem großräumigen Durchbruch und massiven Verheerung der Grenzprovinzen durch die Alamannen. Im Jahr 352 wurde auch Altiaia geplündert und dabei komplett zerstört. Archäologisch schlägt sich dies in einer großflächigen, bis zu 0,60 m bis 1 m dicken Brandschicht nieder. Die zum Zeitpunkt dieser Katastrophe verwendeten Keller waren zum Teil bis zum oberen Rand mit Brandschutt verfüllt. Altiaia wurde danach (zumindest im Kastellbereich) nicht mehr aufgebaut und lag in den folgenden knapp 20 Jahren als Trümmerfeld brach. Um circa 370 wurde im Zuge des valentinianischen Grenzsicherungsprogramms über einem Teil des Trümmerfeldes ein spätrömisches Kastell namens Alteium errichtet.

## Bebauung
Da der Vicus nicht vollständig ergraben wurde, ist über seine Strukturen außerhalb des spätrömischen Kastellareals nur wenig bekannt. Man fand u. a. Trichtergruben, die nicht von den römischen Kellern des frühen 1. Jahrhunderts überschnitten wurden. Dies lässt annehmen, dass der Vicus zu dieser Zeit noch von einer römisch-keltischen Mischbevölkerung bewohnt war. Den Funden nach zu schließen (Architekturfragmente, Statuen) hatte der Ort kleinstädtischen Charakter. Seine Baufluchten deckten sich bis in die Zeit Konstantins I. mit dem späteren Kastell. Die meisten Gebäude hatten einen langrechteckigen Grundriss (Streifenhäuser), ihre Schmalseite orientierte sich zur Straße hin. Ab 300 setzte aufgrund der stabileren politischen Lage ein deutlicher Aufschwung in Altiaia ein. Villenartige Großbauten belegen einen neuen Wohlstand, der sich in größeren Baumaßnahmen niederschlug. Im südlichen Kastellareal konnte 1910–1911 ein großes Gebäude untersucht werden, dessen Baufluchten nicht mehr denen aus der Frühzeit des Vicus folgten. In jüngerer Zeit fanden sich bei Grabungen neuerlich die Reste eines repräsentativen Baukomplexes, dessen Front über 37 m lang war. Sein Dachabdeckung bestand aus Schieferplatten; ein Säulenfragment lässt auf das Vorhandensein einer Portikus schließen.